# 14157 Памеласоубі
14157 Памеласоубі (14157 Pamelasobey) — астероїд головного поясу, відкритий 26 вересня 1998 року.
Тіссеранів параметр щодо Юпітера — 3,589.